# Chứng phình mạch
Chứng phình mạch (tiếng Anh: Aneurysmis) là một đoạn phình ra bên ngoài, căng lên như bong bóng, gây ra bởi một điểm yếu, bất thường, cục bộ trên thành mạch máu.
Chứng phình động mạch có thể là kết quả của tình trạng di truyền hoặc bệnh mắc phải. Phần phình lên cũng có thể là một "nidus" (đám mạch máu bất thường nằm trong nhu mô não) hay điểm bắt đầu cho sự hình thành cục máu đông (huyết khối) và thuyên tắc.
Nguyên từ học của hiện tượng này bắt nguồn từ tiếng Hy Lạp, aneurysma, aneurysma (nghĩa là "sự giãn nở"), từ  ἀνευρύνειν, aneurynein, "làm giãn". Khi phình động mạch tăng kích thước, nguy cơ vỡ, dẫn đến chảy máu không kiểm soát được.
Mặc dù chúng có thể xảy ra ở bất kỳ mạch máu nào, các ví dụ đặc biệt gây chết người bao gồm phình động mạch vòng tròn của Willis (vòng động mạch não) trong não, phình động mạch chủ ảnh hưởng đến động mạch chủ ngực và phình động mạch chủ bụng. Chứng phình động mạch có thể tự phát sinh trong tim sau cơn đau tim, bao gồm cả chứng phình động mạch liên thất và thông liên nhĩ. Ngoài ra còn chứng phình động mạch liên nhĩ bẩm sinh, một dị tật tim hiếm gặp.

## Phân hạng
Chứng phình động mạch được phân loại theo loại, hình thái hoặc vị trí.

### Chứng phình động mạch thật và giả
Chứng phình động mạch thực sự là một liên quan đến cả ba lớp của thành động mạch (vỏ trong, vỏ trung và vỏ mạc). Chứng phình động mạch thực sự bao gồm xơ vữa động mạch, bị ảnh hưởng với bệnh giang mai và phình động mạch bẩm sinh, cũng như phình động mạch chủ sau nhồi máu cơ tim (phình động mạch liên quan đến tất cả các lớp của thành suy tim cũng được coi là phình động mạch thực sự).
Chứng phình động mạch giả hay giả phình mạch (pseudoaneurysm) là một tập hợp máu rò rỉ hoàn toàn ra khỏi động mạch hoặc tĩnh mạch, nhưng bị giới hạn bên cạnh mạch máu bởi các mô xung quanh. Khoang chứa đầy máu này cuối cùng sẽ hình thành huyết khối (cục máu đông) đủ để làm rò rỉ hoặc vỡ ra khỏi các mô xung quanh.:357
Giả phình mạch có thể xuất hiện do chấn thương làm thủng động mạch, chẳng hạn như vết thương do dao và đạn, là kết quả của các thủ thuật phẫu thuật qua da như chụp động mạch vành hoặc ghép động mạch, hoặc tiêm qua động mạch.

### Hình thái
Chứng phình động mạch cũng có thể được phân loại theo hình dạng và kích thước vĩ mô của chúng và được mô tả là dạng hình túi (saccular) hoặc hình thoi (fusiform). Hình dạng của phình động mạch không đặc hiệu cho một bệnh cụ thể.:357 Kích thước của đường chân hoặc cổ có ích trong việc xác định cơ hội ví dụ như phương pháp nút chỗ phình mạch bằng coil.
Phình mạch saccular có dạng hình cầu và chỉ liên quan đến một phần của thành mạch; chúng khác nhau về kích thước đường kính từ 5 đến 20 cm (2,0 đến 7,9 in) và thường được lấp đầy, một phần hoặc toàn bộ bởi huyết khối.:357
Chứng phình động mạch chủ fusiform (phình động mạch "hình con thoi") có thể thay đổi cả về đường kính và chiều dài của chúng; đường kính của chúng có thể rộng tới 20 cm (7,9 in). Tình trạng này thường liên quan đến các phần lớn của vòm động mạch chủ tăng dần và ngang, động mạch chủ bụng hoặc ít gặp hơn là các động mạch chậu.:357